# Focke-Wulf Triebflügel
Focke-Wulf Triebflügel (рус. Фокке-Вульф Трибфлюгель) — проект истребителя вертикального взлёта и посадки фирмы Focke-Wulf.

## История
Завод Фокке-Вульф закончил разработку этой конструкции в сентябре 1944 года и провел контрольные испытания её модели в аэродинамической трубе на скоростях до 0,9 числа Маха, однако ни одного опытного образца так и не было построено.

## Описание конструкции
В отличие от всех прочих винтокрылых машин, этот летательный аппарат проектировался как высокоэффективный истребитель-перехватчик вертикального взлета и посадки, работавший на прямоточном воздушно-реактивном двигателе. Его три крыла были смонтированы на вращающемся кольце, расположенном сразу за кабиной пилота, и приводились в действие воздушно-реактивным двигателем Пабос, который разгонялся до эксплуатационной скорости маленькой твёрдотопливной ракетой.
При взлёте и посадке крылья действовали подобно винтам вертолёта, а в режиме горизонтального полёта они работали как огромный пропеллер. Трибфлюгель принадлежал к аппаратам хвостовой посадки и был оборудован одним центральным хвостовым колесом, а также четырьмя стабилизирующими аутригерными колёсами, установленными на концах каждого вертикального стабилизатора. Во время полёта колеса закрывались обтекаемыми грейферными заслонками.

## Лётные данные
Источник данных: http://www.luft46.com/fw/fwtrieb.html

Технические характеристики
- Экипаж: 1
- Длина: 9,15 метров
- Размах крыла: 11,5 метров
- Высота:

Лётные характеристики
- Максимальная скорость: 1000 км/ч